# Стеклодомкрат
Стеклодомкрат — устройство, позволяющее безопасно перемещать стеклянные панели, кафель а также изделия из других материалов с места на место, если не за что ухватиться.

## Устройство
Обычно стеклодомкрат изготавливают из пластмассы, но встречаются изделия из металла. Стеклодомкрат состоит из корпуса — ручки и из установленной в нём резиновой диафрагмы, работающей по принципу вакуумной присоски. На каждой присоске есть рычаг, который создаёт вакуум для крепкого захвата стекла. Устройство может иметь одну, две или три присоски. Ручка позволяет аккуратно вставить стекло в проём, при этом не надавливая на него.